# آنادولو سیگورتا
آنادولو سیگورتا (به ترکی استانبولی: Anadolu Sigorta) شرکت بیمه ترکیه‌ای است، که در زمینه ارائه خدمات بیمه سلامت، بیمه اتومبیل، بیمه مسئولیت و بیمه‌های عمومی فعالیت می‌کند.
شرکت آنادولو سیگورتا در سال ۱۹۲۵ به‌عنوان بازوی ارائه خدمات بیمه ترکیه ایش بانکاسی، توسط مصطفی کمال آتاترک تأسیس شد و در حال حاضر بزرگترین ارائه‌کننده خدمات بیمه در کشور ترکیه می‌باشد.
دفتر مرکزی این شرکت در شهر استانبول، ترکیه قرار دارد و بخشی از سهام آن در بازار بورس استانبول معامله می‌شود.